# عادل الميلودي
عادل الميلودي مغني مغربي من مواليد مدينة الدار البيضاء المغربية، بدأت شهرته سنة 2006 مع إصداره لألبوم مون بلاد.
أخر أعماله = ديوني للعسكر - مافيوزي

## أعمال غنائية
- أمالك أزين (1999)
- زينك خطار (2000)
- جننتيني (2003)
- مون بلاد (2006)
- كيفاش هوما مهدروش (2015)
- هبلاتو (2015)
- الله يكمل (2015)
- زيرو ميكا (2016)
- زيرو غريساج (2016)

## فيديو كليب
- الوداع أ حياتي (2013)
- حلوفة (2019)
- واش حماقيتو (2020)